# 出光ファインコンポジット
出光ファインコンポジット株式会社（いでみつファインコンポジット、IDEMITSU FINE COMPOSITES CO., LTD.）は、東京都台東区に本社を置き、プラスチック複合材料の製造・販売を手掛ける日本の企業。出光興産の100%子会社。旧社名は出光ライオンコンポジット株式会社。

## 概要
1979年（昭和54年）に出光石油化学（当時）とライオンの合弁会社として設立。主に難燃性、耐熱性や高剛性などの機能をもつプラスチック複合材料の製造・販売を手掛けている。
2020年（令和2年）12月25日、出光興産とライオンの両社は、ライオンが保有する当社の全株式を2021年（令和3年）4月1日付で出光興産へ譲渡すると同時に、両社の出光ライオンコンポジットにおける合弁事業を解消することを発表。
上記に基づき、出光ライオンコンポジットは、2021年（令和3年）4月1日付で出光興産の完全子会社化され、同年7月1日付で、商号を出光ファインコンポジット株式会社へ変更した。
出光興産とライオンの両社は、合弁解消後もプラスチック原料の購入などにおいて連携を図るとしている。

## 事業所
- 本社・東京営業所 - 東京都台東区東上野4-8-1 TIXTOWER UENO5階
- 名古屋営業所 - 愛知県名古屋市中区丸の内1-8-24 綿常第5ビル
- 大阪営業所 - 大阪府大阪市中央区南船場3-4-26 出光ナガホリビル8階
- 複合材料研究所 - 千葉県袖ケ浦市上泉1660

## 沿革
- 1979年（昭和54年）5月25日 - 出光石油化学（当時）とライオンの合弁で、カルプ工業株式会社として設立。
- 1982年（昭和57年） - 複合材料研究所を開設。
- 2004年（平成16年）8月1日 - 出光興産による出光石油化学の吸収合併に伴い、出光興産とライオンの合弁となる。
- 2010年（平成22年） - 出光ライオンコンポジット株式会社へ商号変更。
- 2021年（令和3年）
  - 4月1日 - ライオンが保有する全株式を出光興産へ譲渡し、両社による合弁を解消。同時に出光興産の完全子会社となる。
  - 7月1日 - 出光ファインコンポジット株式会社へ商号変更。